# Karl Heinz Laudenbach
Karl Heinz Laudenbach (* 3. Juli 1957 in Bad Kissingen) war von 2002 bis 2008 Oberbürgermeister der Stadt Bad Kissingen.

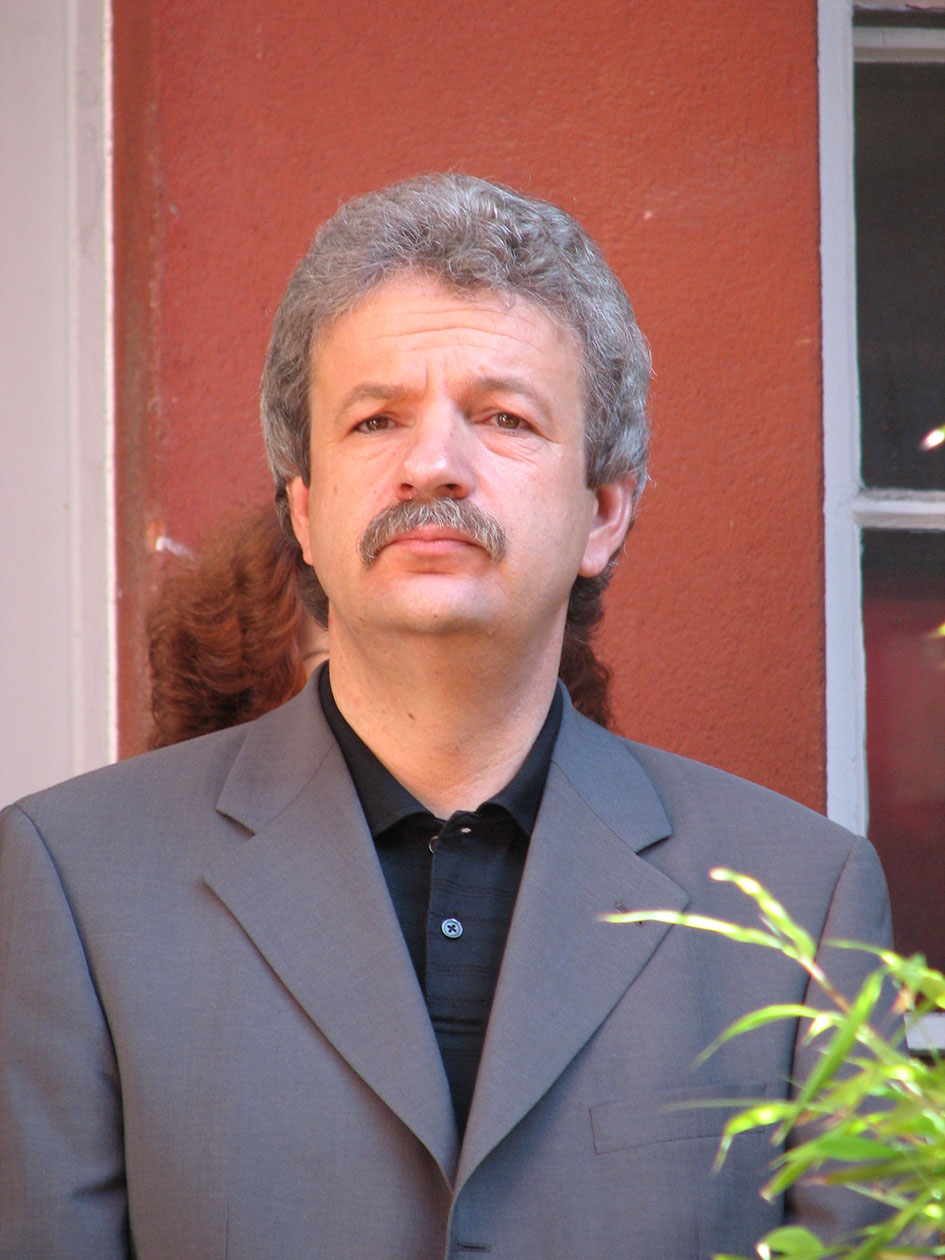
Karl Heinz Laudenbach

## Leben

### Polizeidienst
Laudenbach besuchte die Realschule in Bad Kissingen und trat 1974 in den Polizeidienst ein. Nachdem er auf dem zweiten Bildungsweg die Hochschulreife erworben hatte, studierte er an der Bayerischen Beamtenfachhochschule und der Polizei-Führungsakademie in Münster und qualifizierte sich zum Diplom-Verwaltungswirt. Er bekleidete verschiedene Leitungsfunktionen bei der bayerischen Polizei und stieg zum Kriminaldirektor auf. Nach Stationen als Leiter der Grenzpolizeidienststelle Bad Reichenhall-Autobahn und der Grenzpolizeiinspektionen Lindau und Pfronten, sowie als Grenzbeauftragter der bayerischen Polizei für Österreich, die Schweiz und Liechtenstein wurde er Leiter der zentralen Rauschgiftbekämpfung in Bayern beim Landeskriminalamt.
In Laudenbachs Zuständigkeitsbereich wurden in den 1990er Jahren einige Ermittlungsmethoden erstmals versuchsweise eingeführt, die als „Lindauer Modell“ mobiler Grenzkontrollen zur Grundlage der späteren bayernweiten Schleierfahndung in Grenznähe wurden.

### Tätigkeit als Oberbürgermeister
2002 wurde der parteilose Laudenbach als Kandidat der CSU zum Oberbürgermeister von Bad Kissingen gewählt. Einen Schwerpunkt seiner Arbeit als Oberbürgermeister legte Laudenbach darauf, dem traditionsreichen Kurort Bad Kissingen wieder mehr internationale Aufmerksamkeit zu verschaffen.
Bekanntheit über Deutschland hinaus erlangte Laudenbach zunächst durch eine Verordnung, die hohe Strafen für Spucker und Wildpinkler oder das Wegwerfen von Zigarettenkippen in der Stadt vorsah und Laudenbach Schlagzeilen wie „Deutschlands härtester Bürgermeister“ oder „OB gnadenlos“ einbrachte.
Die von Laudenbach betriebene Gründung einer deutsch-chinesischen Fußball-Akademie (DCFA) brachte Bad Kissingen im Jahr 2004 auch in China große Beachtung. Ein dauerhafter Trainingsstützpunkt in der Kurstadt sollte junge chinesische Fußballer bis zur Olympiade in Peking 2008 an die Weltspitze heranführen. Als zugesagte Gelder ausblieben und Sponsoren absprangen, endete das Projekt jedoch mit der Zahlungsunfähigkeit der DCFA. Auch sportlich blieben die chinesischen Fußballer erfolglos.
Laudenbach knüpfte auch Kontakte nach Südamerika, so dass während der Fußball-Weltmeisterschaft 2006 die Nationalmannschaft von Ecuador ihr Quartier in Bad Kissingen bezog.
Zur nächsten Oberbürgermeisterwahl 2008 trat Laudenbach nicht mehr an.

### Haftstrafe
Im August 2013 wurde Laudenbach unter dem Vorwurf der Vorteilsannahme und Steuerhinterziehung verhaftet. Nach den Ermittlungen der Staatsanwaltschaft hatte Laudenbach während seiner Amtszeit für die Vermittlung eines Immobiliengeschäfts in Bad Kissingen unrechtmäßig eine Provision von 434 000 Euro kassiert und 317 000 Euro Steuern hinterzogen. Vom Landgericht Würzburg wurde er ein Jahr später dafür zu zwei Jahren und acht Monaten Gefängnis verurteilt. Nach Verbüßung von zwei Dritteln der Strafe, wobei die Untersuchungshaft angerechnet wurde, wurde er im Mai 2015 vorzeitig wieder aus der Haft entlassen, der Rest der Strafe zur Bewährung ausgesetzt.

## Ehrungen
Nationaler Verdienstorden „Al Mérito“ der Republik Ecuador mit dem Rang eines Gran Oficial